# Curtitoma hebes
Curtitoma hebes é uma espécie de gastrópode do gênero Curtitoma, pertencente a família Mangeliidae.